# Smaragdina cobosi
Smaragdina cobosi is een keversoort uit de familie bladkevers (Chrysomelidae). De wetenschappelijke naam van de soort werd in 1963 gepubliceerd door Codina-Padilla.